# 張任學
張任學（？—1642年），字留孺，四川安岳縣人。明末將領。

## 生平
天啟五年進士，授太原縣知縣，調榆次縣。崇禎年間擧卓異，擢監察御史，巡按河南，監軍討伐農民起事軍隊。當時諸將畏戰，任學主動申請轉為武階，任河南總兵官，後與張献忠戰敗，褫職。崇禎十五年（1642年）復起，未及上任而卒。，子張象翀康熙三年甲辰科進士。

## 延伸阅读
[在维基数据编辑]
 《明史卷二百六十》，出自《明史》